# Nikolaj Ėrdman
Nikolaj Robertovič Ėrdman (in russo Николай Робертович Эрдман?; Mosca, 16 novembre 1900, 3 novembre del calendario giuliano – Mosca, 10 agosto 1970) è stato un drammaturgo e sceneggiatore sovietico.

## Biografia

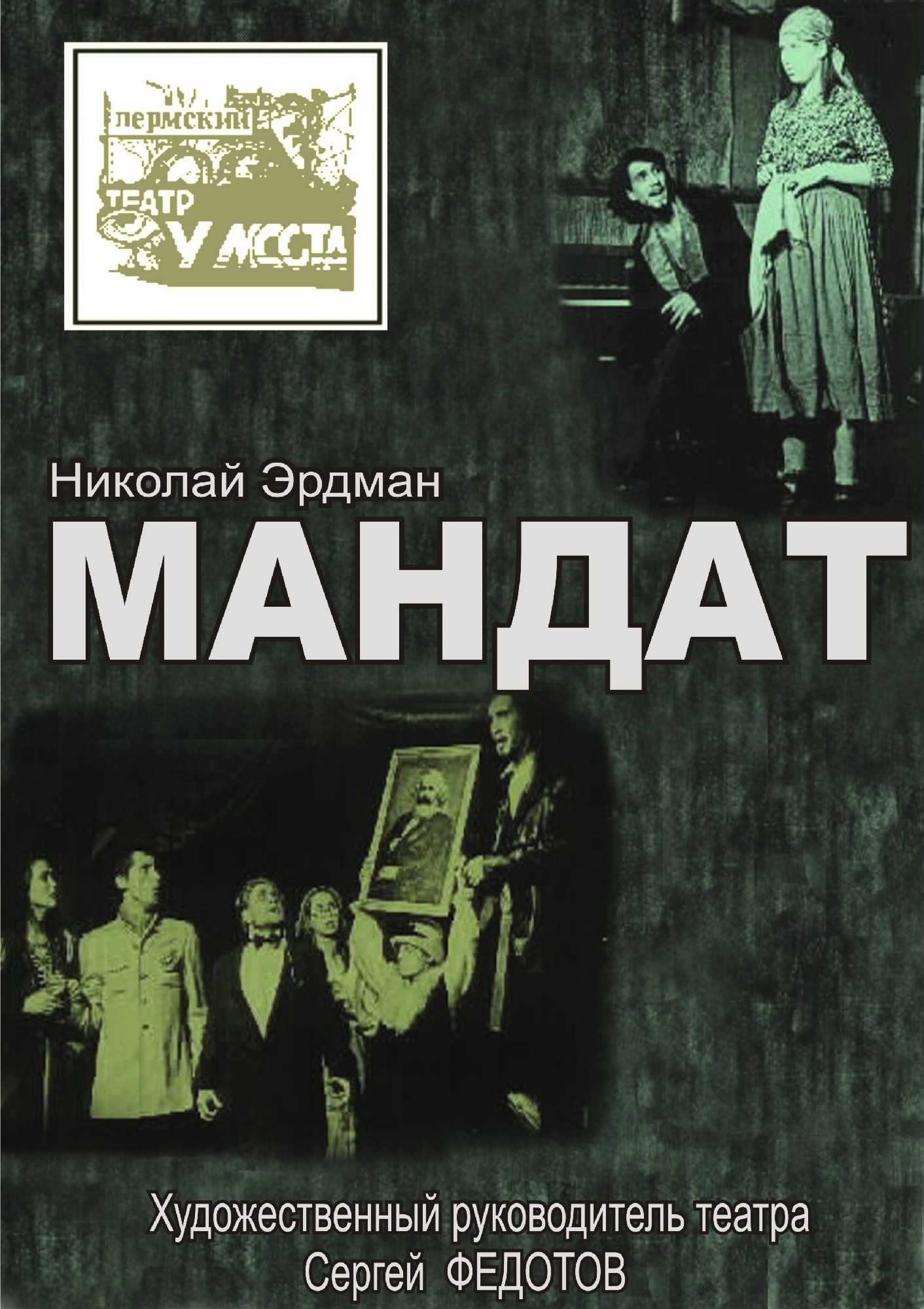
Locandina di un allestimento del 1988 del Mandato di Ėrdman al teatro "U Mosta" di Perm'

Figlio di un tedesco del Baltico russificato, iniziò la propria carriera letteraria nel 1920, dopo aver combattuto nell'Armata Rossa durante la guerra civile russa. Ottenne notorietà grazie al dramma, del 1924, Il mandato, mentre con il successivo Il suicida, ebbe vari problemi con la censura (1928). Per il cinema scrisse, tra l'altro, la sceneggiatura del film di Grigorij Aleksandrov Tutto il mondo ride, insieme a Vladimir Mass, con il quale fu arrestato durante le riprese per ragioni politiche non legate al film. Condannato a tre anni di esilio a Enisejsk, nel 1934 fu trasferito a Tomsk e nel 1936 definitivamente liberato con il divieto di insediarsi a Mosca. Visse pertanto a Kalinin e successivamente a Vyšnij Voločëk, Toržok e Rjazan'.
Nel 1938 scrisse la sceneggiatura del film Volga-Volga, per la quale ottenne, nel 1941, il premio Stalin di primo grado. Poté rientrare a Mosca nel 1942, quando iniziò a collaborare con l'Ensamble di canto e danza dell'NKVD. Durante la seconda guerra mondiale combatté nelle brigate dello stesso NKVD, e dopo il termine del conflitto continuò a lavorare a teatro e al cinema, scrivendo anche la sceneggiatura di vari celebri film d'animazione dello studio moscovita Sojuzmul'tfil'm e la versione russa dell'operetta di Johann Strauss Il pipistrello, insieme a Michail Vol'pin.
Nel 1951 fu insignito del premio Stalin di secondo grado per la sceneggiatura del film Uomini coraggiosi.

## Teatrografia (parziale)

### Drammi
- Il mandato (1924)
- Il suicida (1928)

### Operette
- Il pipistrello (1947)

## Filmografia (parziale)

### Sceneggiatura
- Tutto il mondo ride (1934)
- Volga-Volga (1941)
- Fedja Zajcev (1948)
- Uomini coraggiosi (1950)
- L'antilope d'oro (1954, redazione letteraria)
- I dodici mesi (1956)
- La regina delle nevi (1957)
- Le avventure di Pinocchio (1959)
- Djujmovočka (1964)